# Rhadinaea quinquelineata
Rhadinaea quinquelineata este o specie de șerpi din genul Rhadinaea, familia Colubridae, descrisă de Cope 1886. Conform Catalogue of Life specia Rhadinaea quinquelineata nu are subspecii cunoscute.